# مردم فوتی
مردم فوتی (به زبان بومی: BaPhuthi یا EbaPhuthi) یک گروه قومی بانتوزبان در جنوب آفریقا هستند که عمدتاً در مناطق جنوبی لسوتو و بخش‌های شمالی استان کیپ شرقی در آفریقای جنوبی زندگی می‌کنند. این گروه بخشی از پادشاهی لسوتو محسوب می‌شوند.

## زبان
زبان بومی این مردم، زبان فوتی (سی‌فوتی، *siPhuthi*) است که از زبان‌های گروه بانتو به‌شمار می‌رود. این زبان تحت تأثیر زبان سوتو، زبان زولو و زبان خوسا قرار گرفته و به‌صورت گفتاری در میان اعضای جامعه استفاده می‌شود، اما به دلیل فشارهای زبانی و اجتماعی، با خطر زوال و فراموشی روبه‌روست.

## جغرافیا
مردم فوتی در نواحی روستایی جنوبی لسوتو، به‌ویژه در مناطق کوهستانی، و همچنین در مناطق مرزی استان کیپ شرقی در آفریقای جنوبی سکونت دارند. جمعیت قابل‌توجهی از آنان در منطقه مویالی و کواتا در لسوتو مستقر هستند.

## پیشینه
تاریخ دقیق پیدایش قوم فوتی نامشخص است، اما به‌نظر می‌رسد ریشه‌های آنان به مهاجرت‌های اولیه اقوام بانتو در سده‌های گذشته بازمی‌گردد. مردم فوتی در سده نوزدهم با موشوشو اول، بنیان‌گذار لسوتو، وارد اتحاد شدند و بخشی از دولت سوتو را تشکیل دادند. در برخی دوره‌ها تنش‌هایی میان فوتی‌ها و اقوام نگونی‌تبار نیز وجود داشته است.

## فرهنگ
فرهنگ فوتی ترکیبی از عناصر بومی آفریقایی و تأثیرات نگونی است. رقص‌ها، آیین‌ها و موسیقی سنتی بخش مهمی از زندگی اجتماعی آنان را تشکیل می‌دهد. بیشتر مردم فوتی پیرو مسیحیت هستند، ولی برخی از آداب سنتی مانند پرستش نیاکان نیز در جوامع روستایی حفظ شده‌اند.

## وضعیت معاصر
زبان و فرهنگ فوتی با چالش‌هایی نظیر همگون‌سازی فرهنگی، مهاجرت به شهرها و عدم پشتیبانی نهادی روبه‌روست. برخی تلاش‌ها برای مستندسازی زبان سی‌فوتی و احیای سنت‌های فرهنگی این قوم در جریان است.